# 生ドラ!東京は24時
『生ドラ!東京は24時』（なまドラ!とうきょうは24じ）は、生放送一発撮りで一気にストーリーが展開される、完全ワンカット生ドラマ。第二弾が2022年の年末年始に放送され、。第3弾が2024年に放送された。

## 2022年春
2022年3月31日に放送された。

### あらすじ
飯島たち「劇団大崎ベイビーズ」の劇団員は、劇団看板俳優の結婚式を明日に控え、深夜のカラオケボックスで、結婚式の余興の練習をしていた。しかし、新郎が急遽飯島たちの前に現れ、結婚をとりやめると言い出す。その後、新婦も駆けつけ、事態は思わぬ方向へ展開していく。

### キャスト
- 飯島：勝地涼
- 二宮：加瀬澤拓未（劇団献身）
- 佐藤：梅舟惟永（ろりえ）
- 吉永：京典和玖
- 新郎・河原：金丸慎太郎
- 新婦・涼子：納葉（劇団献身）
- 店員・田ノ上：田島実紘（劇団スポーツ）
- 店員・後藤：川久保晴
- 客・堀：善雄善雄（ゴジゲン）
- 客・関：福井夏（柿喰う客）
- 宴会客：平山智規（CANDYROPE）
- 隠しゲスト：鈴木もぐら（空気階段）
生放送本番まで明かされず、他の出演者にも知らされていなかった。

- 生演奏：ハラミちゃん
ドラマと同舞台のカラオケボックスの一室にて生演奏を行い、ドラマ本編の前後には顔出し出演した。
- ナレーション：三村ロンド
- ナビゲーター：八嶋智人
ドラマ前後における進行役のほか、本編中にもカラオケボックスの店長役で出演した。

### スタッフ
- 脚本・演出：奥村徹也（劇団献身）
- 技術統括：江藤秀一
- SW：馬塲義土
- 撮影（ドラマ）：中野誠也
- 撮影（中継）：稲葉諒祐
- 撮影助手：箕輪遥香、和田大樹
- 映像：眞武亮介、杉本雄亮
- 音声：唐渡健夫、佐藤博隆
- 音声助手：太田航、酒井美穂、齊藤健介
- 照明：大野遥平、宗像徹馬、西野大介、森崎靖史
- 回線：安藤悠人、河井宏允
- 送出CG：当銀優季
- TK：色摩涼
- 送出SW：畠山直人
- 送出音声：光家郁夫
- 送出VE：横井甲児、松田和樹
- スロー：杉崎敏一
- 音響効果：手塚正志、小澤利之
- MA：鈴木久美子
- 技術管理：福田立基
- 編集：野殿宗一郎、荻野崇、小川琢磨、屋ケ田奏江、松岡渓
- 美術プロデューサー：三竹寛典
- アートコーディネーター：谷元沙紀
- 衣装：西脇穂乃香
- 持道具：山本健史
- メイク：山田かつら
- 大道具：笹木優希
- 電飾：石井誠
- アクリル装飾：伊藤幸枝
- タイトルデザイン：山本琴美、竹内理恵
- 車両：橋本晋、原靖
- 衣装協力：住商モンブラン
- 美術協力：perche、ZAKKA-BOX、BERING、DaVinci FARO、Y'SACCS、Schoffel
- 技術協力：フジ・メディア・テクノロジー、京北サービス、田中電設、サンテレコムジャパン、ワンツー・ワンツー
- 撮影地協力：カラオケ豊洲メロディ
- 出演協力：田中琢磨、田中亜矢子
- メイキング演出：池山喜勇
- ディレクター：山﨑貴博
- 助監督：齊藤未來、髙柳李々花
- AP：國安馨
- 制作応援：髙木裕太郎、伊藤大地、邑田裕斗、馬塲舞子
- 編成：上原寿一
- 広報：藏内彩季子
- デスク：市川亜季、高橋幸里
- プロデューサー：草ヶ谷大輔
- 企画・チーフプロデューサー：五十嵐元
- 制作：フジテレビ編成制作局 制作センター 第一・第二制作室
- 制作著作：フジテレビ

### テーマ曲
- カワイヒデヒロ（ex.fox capture plan）「Tokyo24:00」

### ネット局
- フジテレビ（制作局）
- 仙台放送
- さくらんぼテレビ
- テレビ新広島
- テレビ西日本

## 2022年年末年始
年またぎによる二週連続放送となり、第一夜は2022年12月27日に、第二夜は2023年1月3日に放送された。2022年度（第60回）のギャラクシー賞奨励賞を受賞。

### あらすじ
第1夜「シンガロング!」
年末、テレビ局のスタジオでは一般参加型によるカラオケ番組の生放送が行われていた。番組スタッフの不祥事の責任をとらされ異動してきた番組プロデューサー・吉田良子は不満を抱えながらも番組を成功させて情報番組に戻ることを意気込んでいた。しかし番組ADが本番前日に消息を絶ち現場は混乱。吉田は情報番組担当時代の部下で厚い信頼を寄せる井上を呼び寄せるも、遅刻で現れない出演者、無理難題を言い出すスポンサーなど、トラブルに見舞われる。
第2夜「美大の駅伝」

### キャスト
第1夜「シンガロング!」
- 吉田良子：鈴木保奈美
- 井上拓海：藤原丈一郎（なにわ男子）
- 森隆二：岩男海史
- 矢口恵美：円井わん
- ポール・ガマン：ぶらっくさむらい
- 小椋賢司：中田顕史郎
- 小田みゆき（AD）：榎並夕起
- 友部孝治（フロアD）：斉藤コータ
- 荒井真希（広報）：鹿島ゆきこ
- 谷山真弓（TK）：前田友里子
- 高石諒介（音効）：津和野諒
- 阿形岳（音声）：矢吹ジャンプ
- 山平竜司（SW）：伊藤圭太
- 歌うま梁山泊・出場者：大和田あずさ、岡田怜志
- 入江慎吾：加藤諒
- 岡林昭彦：相島一之
- 加藤修：近藤芳正
- 隠しゲスト・中島佳子：黒沢かずこ（森三中）

- カワイバンド：カワイヒデヒロ、橋本孝太、持山翔子、工藤明
- 歌うま梁山泊・司会：佐野瑞樹（フジテレビアナウンサー）、山崎夕貴（フジテレビアナウンサー）
- 鈴崎浩 / ナビゲーター：小手伸也
ドラマ前後における進行役のほか、本編中にも出演した。

第2夜「美大の駅伝」
- 武蔵琢磨：中村嶺亜（7 MEN 侍 / ジャニーズJr.）
- 嵯峨野信吾：菅田琳寧（7 MEN 侍 / ジャニーズJr.）
- 桜木十太郎：本髙克樹（7 MEN 侍 / ジャニーズJr.）
- 長岡秀治：佐々木大光（7 MEN 侍 / ジャニーズJr.）
- 秋田昴治：今野大輝（7 MEN 侍 / ジャニーズJr.）
- 桐生駿太：矢花黎（7 MEN 侍 / ジャニーズJr.）
- 多摩優樹菜：莉子
- ポール・カマシ：トミサット（センチネル）
- リチャード：ぶらっくさむらい
- 大垣築：田中祐希（ゆうめい）
- 星創：茨城ヲデル
- 富山岳：佐野剛
- サプライズゲスト：永野
- 入国管理官：奈良原大泰、山脇辰哉
- 生演奏ピアニスト：まなまる
- 押上栄作：升毅
- 秋田悟：金田明夫
- 浦島秀郎 / ナビゲーター：筧利夫

### スタッフ
- 脚本・演出：冨坂友（アガリスクエンターテイメント、第1夜）、池田亮（ゆうめい、第2夜）
- 技術統括：江藤秀一
- 撮影（ドラマ）：中島佑馬（第1夜）、中野誠也（第2夜）
- 映像：松田和樹、眞武亮介（共に第1夜）、杉本雄亮、横井甲児（共に第2夜）
- 音声：佐藤博隆（第1夜）、唐渡健夫、光家郁夫（共に第2夜）
- 照明：大野遙平
- SW：畠山直人、馬塲義土（畠山→第1,2夜、馬塲→第2夜）
- SL：平岩佐織（第1夜）、関口翔平（第2夜）
- CA：湯澤佑太（第1夜）、箕輪遥香（第2夜）
- 回線：安藤悠人、河井宏允
- Dr：橋本晋
- 編集：井上真一、青柳宇恭（共に第1夜）、木村雅史、小口夏樹（共に第2夜）、荻野崇
- CM編集（第1夜）：屋ケ田奏江、松岡渓、松下実耶子
- 美術制作：三竹寛典
- デザイン：小濱まほろ
- アートコーディネーター：谷元沙紀
- 大道具制作：宮路博貴
- 大道具操作：畠山茂
- アクリル装飾：伊藤幸枝
- 特殊効果：片渕秋
- 装飾：川合将吾
- 電飾：石井誠
- フラワーアレンジ（第1夜）：山寺由美
- 植木装飾（第2夜）：小笠原了平
- 楽器：齊藤太郎
- 衣裳：中川博次
- 持道具：武藤浩一（第1夜）、網野高久（第2夜）
- メイク：富岡裕子、藤田三奈（鈴木保奈美担当・第1夜）
- スタイリスト：犬走久佐乃（鈴木保奈美担当・第1夜）、金城祐美（まなまる担当・第2夜）
- 音響効果：小澤利之、手塚正志
- ロケ地協力（第2夜）：東京スカイツリー®、東京ソラマチ®
- 衣装協力：gym master（第1夜）、ADELLY（第2夜）
- メイク協力：ACSEEINE（第1夜）、COVERMASK（第2夜）、IPSA
- 音源提供：JOYSOUND（第1夜）
- テーマ曲：『Tokyo24:00』カワイヒデヒロ（ex. fox capture plan）
- 編成：上原寿一
- 広報：藏内彩季子
- TK：色摩涼
- CG送出：草﨑祐一郎
- 作画協力（第2夜）：森山智寛
- メイキング演出：池山喜勇
- ディレクター：山﨑貴博、若松直人
- 助監督：尾﨑隼樹、黒田成美
- キャスティングプロデューサー：國安馨、宮﨑大和
- AD：髙柳李々花、小林姫佳、口田琢仁、齊藤未來
- 制作応援：志賀彩珠美、髙木裕太郎、伊藤大地（髙木・伊藤→第2夜）
- 演出部：大角朋也、佐藤正英
- 脚本協力：淺越岳人
- デスク：藤田ゆきの
- プロデューサー：草ヶ谷大輔
- 企画・チーフプロデューサー：五十嵐元
- 制作：フジテレビ編成制作局 バラエティー制作センター／ドラマ・映画制作室
- 制作著作：フジテレビ

## 2024年
『生ドラ!東京は24時 -Starting Over-』のタイトルで2024年3月28日（0:25 - 1:25、関東ローカル）に放送された。鈴木保奈美と藤原丈一郎と尾上松也のトリプル主演作。
本作は、鈴木が主演を務める舞台「逃奔政走-嘘つきは政治家のはじまり?-」の前日譚。

### キャスト（2024年）
小川すみれ
演 - 鈴木保奈美
深夜の報道番組のコメンテーター。
矢崎祐樹
演 - 藤原丈一郎
お笑い芸人。
葛谷潤一郎
演 - 尾上松也
音楽番組プロデューサー。
白瀬芳樹
演 - 浜野謙太
すみれの報道番組のプロデューサー。
東海林亮
演 - 寺西拓人
若手政治家。最年少で市議会議員に当選し県議会議員に出馬予定。
二瓶晴人
演 - 増本尚
すみれと出会うドラマの助監督。
鎌田駿
演 - 浅利陽介
矢崎の相方。
陣野肇
演 - 小手伸也
歌番組のプロデューサー。
AYAKO
演 - 朝夏まなと
葛谷の妻で人気歌手。
三枝真由
演 - 森香澄
葛谷の部下で不倫相手。
森建一郎
演 - 相島一之
自治体職員。
隠しゲスト
演 - みやぞん
生放送本番まで明かされず、他の出演者にも知らされていなかった。

### スタッフ（2024年）
- 脚本・演出 - 冨坂友（アガリスクエンターテイメント）[3]
- 企画・チーフプロデューサー - 五十嵐元
- プロデューサー - 草ケ谷大輔
- テーマソング - カワイヒデヒロ（ex.fox capture plan）「Tokyo24:00」
- 制作著作 - フジテレビジョン